# Große Offensive
Smyrna  I – Aydın – İnönü  I – İnönü  II – Eskişehir – Sakarya – Große Offensive (Dumlupınar – Smyrna  II)
Als Große Offensive (türkisch Büyük Taarruz) wird die größte und letzte Militäroperation des Griechisch-Türkischen Kriegs im Rahmen des Türkischen Befreiungskrieges bezeichnet. Sie begann am 26. August 1922 mit der Schlacht von Dumlupınar. Die türkische Widerstandsbewegung legte dabei unter der Führung Mustafa Kemal Paschas mit ihrer  Truppe innerhalb von zehn Tagen eine Strecke von etwa 300 Kilometern zurück und setzte gezwungenermaßen auf Infanterie und Kavallerie. Trotz deutlicher zahlenmäßiger sowie ausrüstungstechnischer Unterlegenheit gingen die türkischen Befreiungskräfte als Sieger hervor. Dies hatte zur Folge, dass die griechische Besetzung Anatoliens zu Ende ging.

## Verlauf
Am 9. September 1922 erreichten die türkischen Streitkräfte Izmir, welches sie auch einnahmen. Ein anderer Teil der Armee bewegte sich hingegen von Eskişehir aus in Richtung Bursa. Bereits zwei Tage zuvor waren Aydın, Germencik und Kuşadası unter türkische Kontrolle gebracht worden. Als die letzten griechischen Truppen in Erdek und Biga am 18. September desselben Jahres geschlagen wurden, war die Operation beendet. Unter den Griechen machte sich daraufhin ein großer Verlust der Moral bemerkbar.

## Bilder

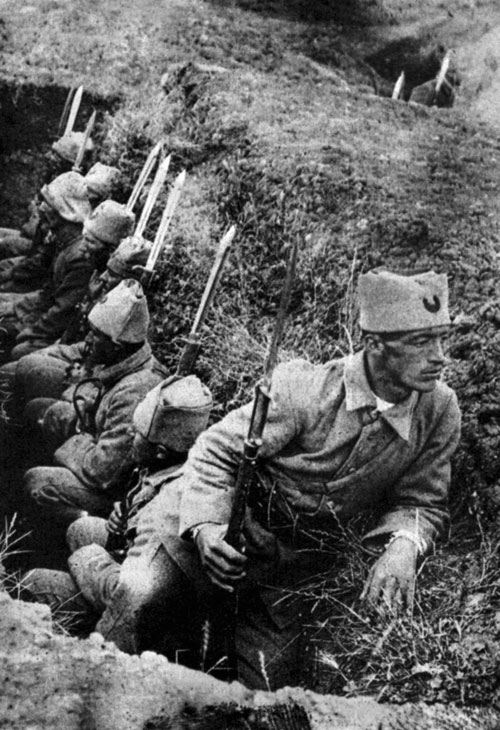
Türkische Soldaten im Schützengraben

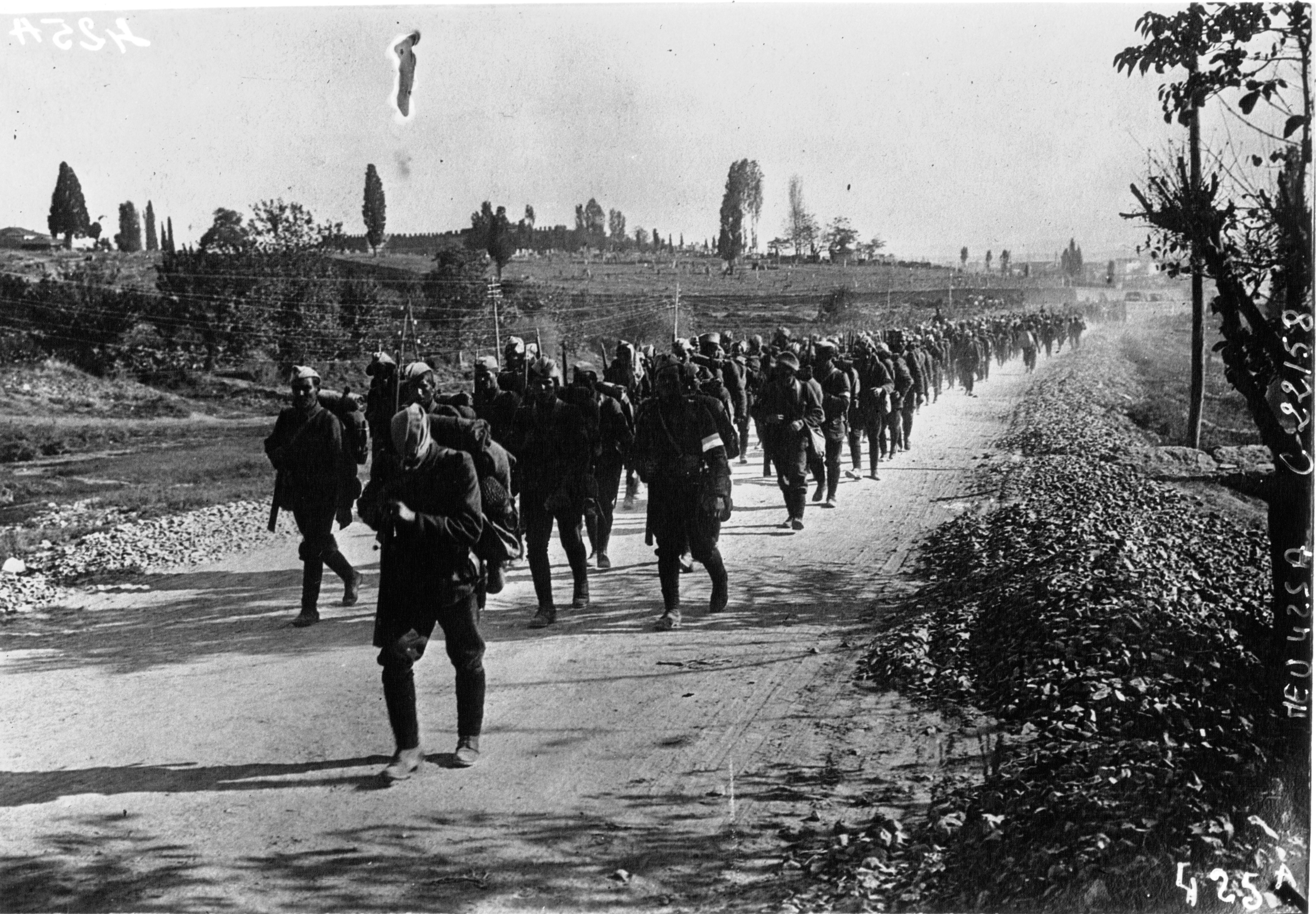
Rückzug griechischer Soldaten